# Paraculeolus
Paraculeolus is een monotypisch geslacht van zakpijpen uit de familie van de Pyuridae. De wetenschappelijke naam van het geslacht is voor het eerst geldig gepubliceerd in 1970 door Vinogradova.

## Soort
- Paraculeolus bicristatus Vinogradova, 1970